# 세인트메리호

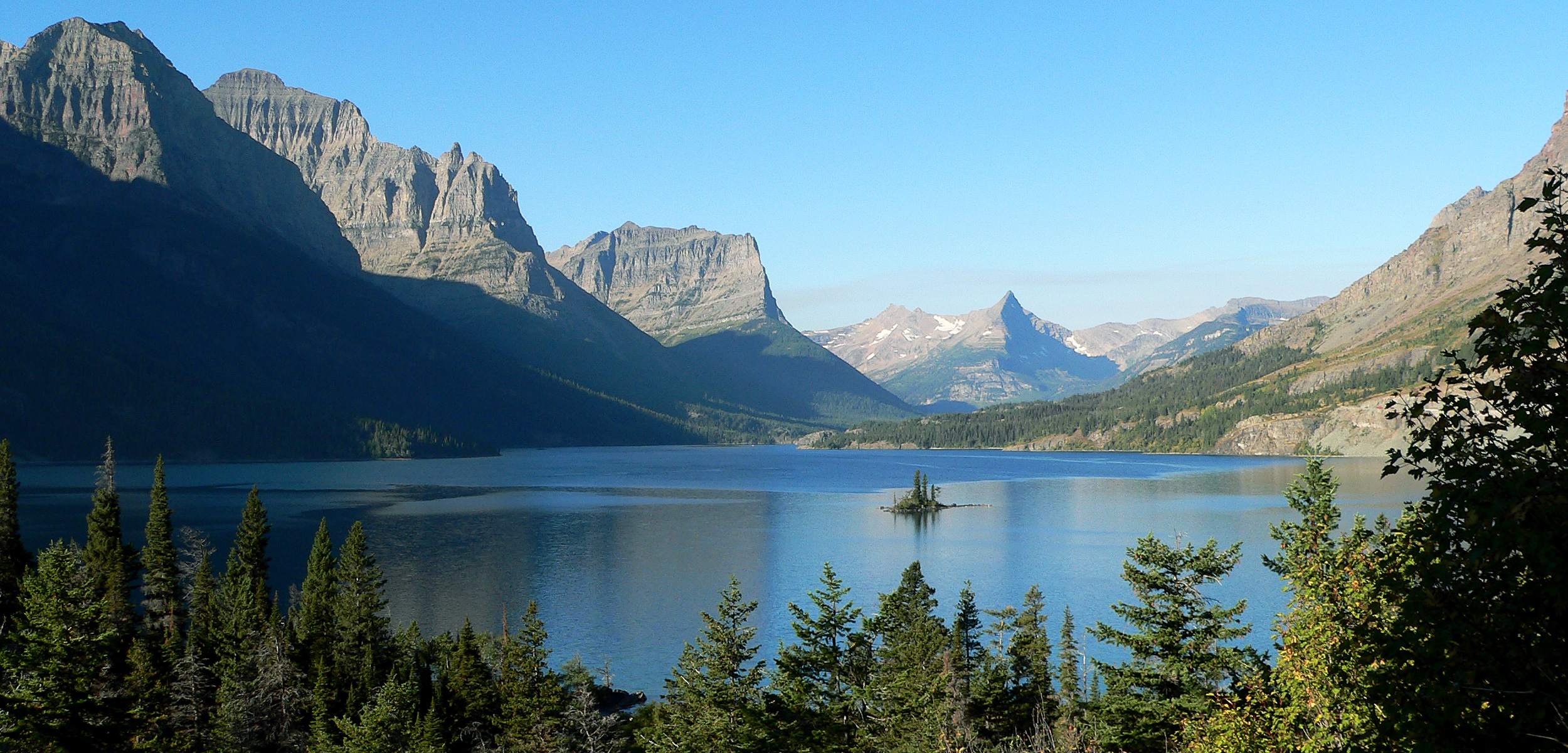
세인트 메리 호수

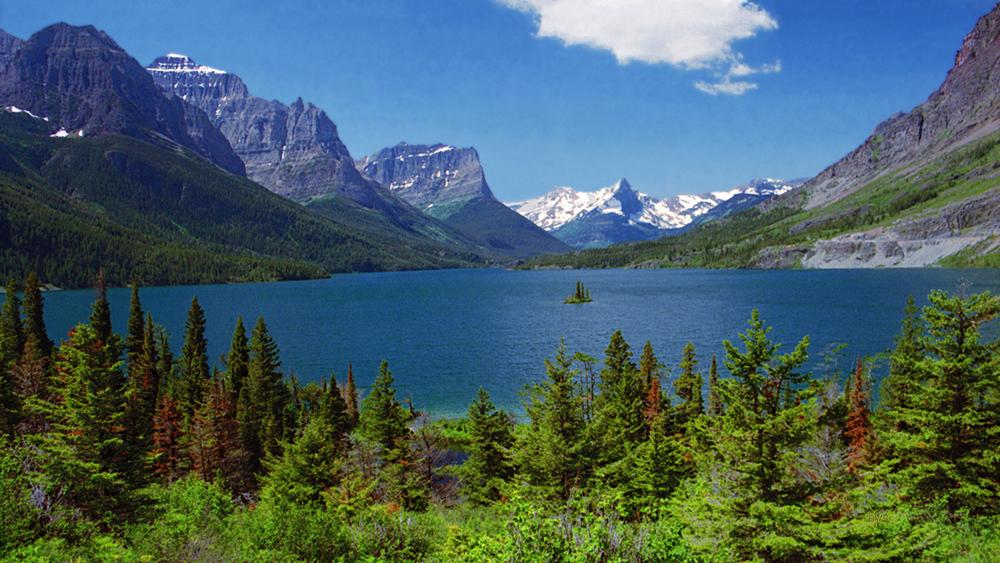
세인트 메리 호수

세인트 메리 호수 (Saint Mary Lake)는 미국 몬태나주에 있으며 글레이셔 국립공원에서 두번째로 큰 호수이다.
호수 길이가 9.9 마일 (15.9 km) 이고 깊이가 300 피트 (91 m)이며 전체 표면적이 3,923 에이커 (15.88 km2)이다.  호수온도는 50 °F (10 °C) 아래이다.  송어가 서식하고있다. 겨울 동안 호수가 얼음두께가 4 피트 (1.2 m) 정도이다.

## 갤러리

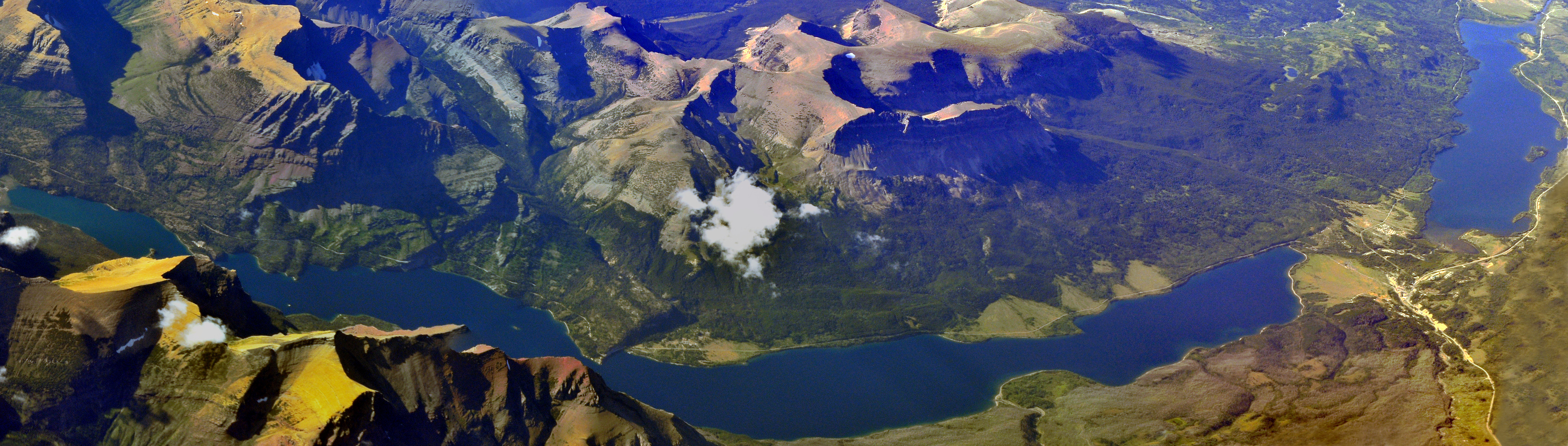
항공 파노라마
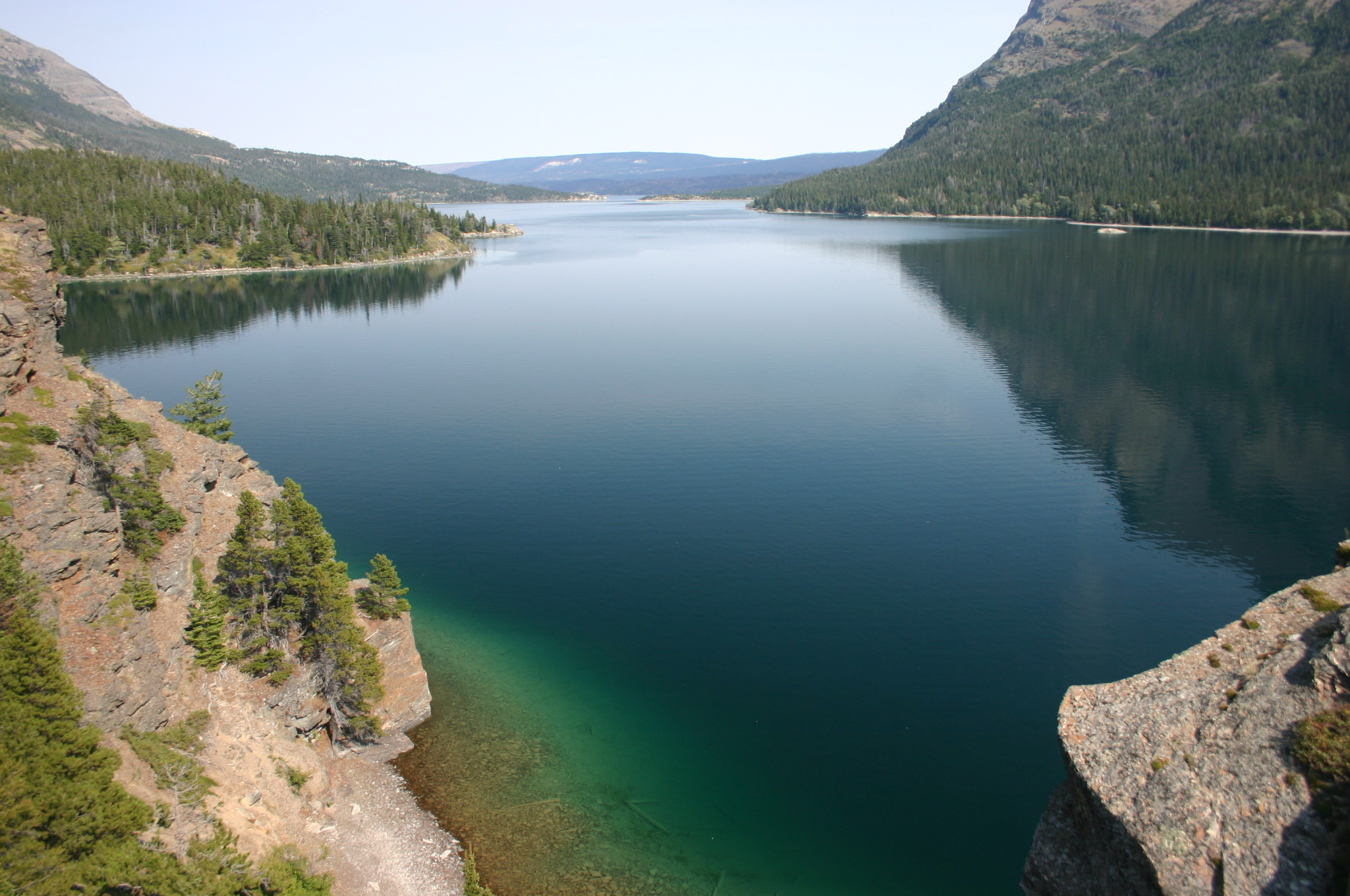
태양점
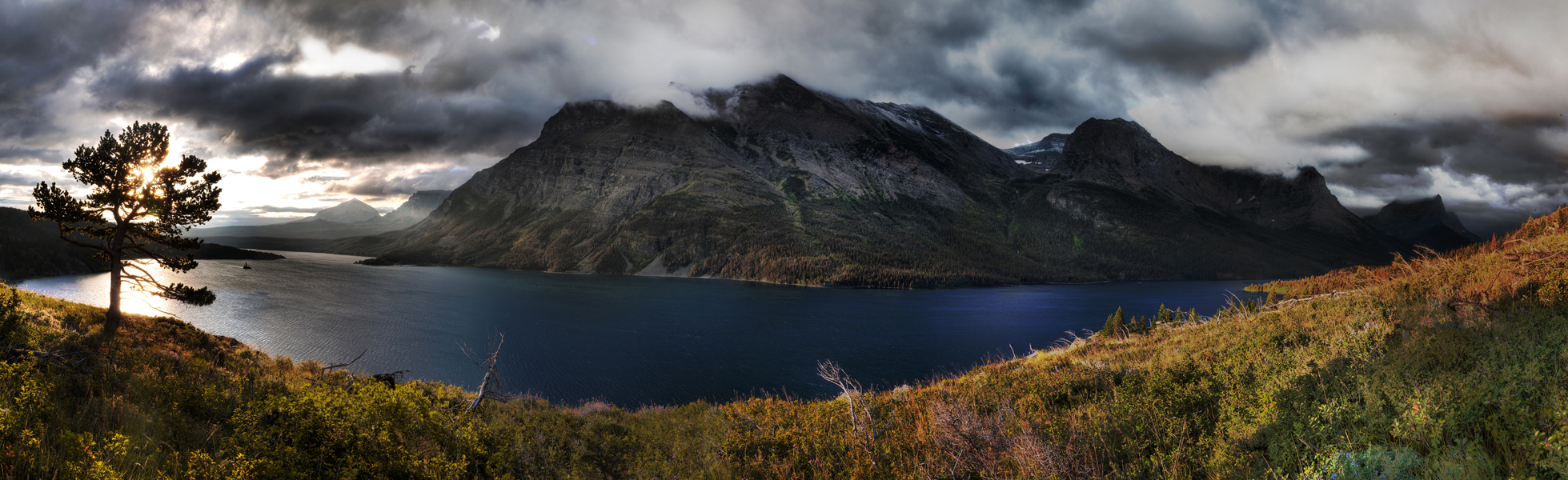
레이크사이드 파노라마